# Староиспанский язык
Староиспанский язык (исп. castellano antiguо) — начальный этап в истории развития испанского языка, условно охватывающий период между Х и XV веками, то есть до того, как в кастильском произошли важные изменения в артикуляции согласных. Некоторые учёные разделяют данный временной отрезок на два периода: устный протоиспанский (X—XII вв., до момента появления первых письменных памятников) и среднеиспанский (XIII—XV вв.), когда появляются первые письменные памятники на языке (например, Песнь о моём Сиде). Следующим этапом развития испанского языка стал средневековый испанский язык (исп. Español medio).

## Зарождение и развитие
Колыбелью староиспанского (точнее старокастильского) языка является романоязычная область в районе города Сантандер на побережье Бискайского залива, которая была захвачена арабами, но быстро была освобождена силами нарождающегося королевства Леон, а потому долгое время не испытывала сильного влияния арабского языка. В силу архаичности, грамматика, фонетика и морфология староиспанского языка обнаруживают больше общих черт с галло-романскими и итало-романскими языками, чем современный литературный испанский:
- В староиспанском, как и в галлороманских и итальянском, в перфекте глаголы движения и перемены состояния требуют в качестве вспомогательного глагол ser, а не современный универсальный haber:

Las mugieres son llegadas a Castiella (Las mujeres han llegado a Castilla).
Перфект с использованием ser был характерен и для соседних языков: галисийско-португальского и старопортугальского, старых диалектов астурлеонского языка.
- Смысловая часть перфекта согласуется с прямым дополнением в роде и числе: María ha cantadas dos canciones (María ha cantado dos canciones). Похожее явление наблюдается также в итальянском и португальском языках.

- Многие лексемы имеют традиционное, архаичное написание. Выбор лексики также не всегда совпадает с современным испанским: et («и»), ср. совр. исп. y и e, man (< mane; ср. фр. «demain», ит. «domani» — «завтра»), can (ср. фр. «chien», ит. «cane», порт. «cão», но совр. исп. «perro» — «собака»).

## Эволюция
В отличие от жителей северных регионов, романоязычное население в обширной и многолюдной полосе подвластных мусульманам территорий, уже вступило в интенсивный контакт с арабским языком и, опосредованно, с различными берберскими диалектами. Здесь формируется мосарабский язык. С началом Реконкисты, языковая картина полуострова постоянно меняется. Носители северного романоязычного диалекта начинают своё постепенное продвижение на юг, где они всё чаще сталкиваются с арабоязычным и мосарабским населением. Колонизация относительно безлюдной Старой Кастилии в IX—XI вв. не находит отражения в староиспанском языке. Однако по мере роста напряжённости в отношении с мусульманскими эмиратами, многие проживавшие там христиане-мосарабы были вынуждены искать убежище на севере.

### Реконкиста
В XII—XIV веках Реконкиста принимает организованный наступательный характер. В пределах постоянно растущего Кастильского королевства (особенно в так называемой Новой Кастилии) оказывается много подданных бывших мусульманских эмиратов. Мудехары и мориски продолажали использовать андалусийский арабский язык до начала XVII века, когда они были официально изгнаны из страны. К этому времени в кастильский язык проникло множество арабских заимствований в виде лексики, топонимики, калек и т. д. Фонетические особенности арабского языка также оказали заметное влияние на процессы формирования фонетики испанского языка и его диалектов.

### Фонетика
Наиболее заметны фонетические особенности староиспанского. Состав гласных уже идентичен современному, но состав согласных был более разнообразным по сравнению с современным языком и практически совпадал с французским. В староиспанском наличествовали следующие шипящие и свистящие звуки, которые со временем упростились:
- [ts]: lança > [s̻] > lanza [θ]* (на севере, в т.ч. в кастильском Галисии, а также в Эстремадуре — castúo)
- [dz]: zapata > [z̻] > [s̻] > [θ]* (на севере, в т.ч. в кастильском Галисии, а также в Эстремадуре — castúo)
- [s̺]: salsa
- [z̺]: rosa > [s̺] (оглушение)
- [ʃ]: xeque > [ʧ] или [χ]
- [ʒ]: Juan (Жуан) > [ʃ] > [ç] > [χ] (Хуан)
- [f] > [h], за исключением позиций перед дифтонгом (в отличие от кантабрийского).

### Графика
Изменениям в фонетике в некоторых случаях следовали изменения в графике. Так, в испанском исчезла буква ç. Графика староиспанского языка также несколько отличалась от современной: fablar > hablar; omne > hombre.

## Лексика
- Глагол haber употребляется в прямом значении (иметь): He tiempo вместо Tengo tiempo.
- Сохраняется семантика классических латинских лексем: longus > luengo (позднее вытеснено largo[1]), sub > so (позднее вытеснено bajo).